# Colonia Praderas de Guadalupe
Colonia Praderas de Guadalupe är en ort i Mexiko.   Den ligger i kommunen Acapulco de Juárez och delstaten Guerrero, i den södra delen av landet, 290 km söder om huvudstaden Mexico City. Colonia Praderas de Guadalupe ligger 348 meter över havet och antalet invånare är 496.
Terrängen runt Colonia Praderas de Guadalupe är huvudsakligen kuperad, men österut är den platt. Runt Colonia Praderas de Guadalupe är det tätbefolkat, med 397 invånare per kvadratkilometer. Närmaste större samhälle är Acapulco, 4,2 km sydväst om Colonia Praderas de Guadalupe. Runt Colonia Praderas de Guadalupe är det i huvudsak tätbebyggt.